# Vadenay

Vadenay este o comună în departamentul Marne, Franța. În 2009 avea o populație de 268 de locuitori.